# Khosro Harandi
Khosro (Hosrov) Sheikh Harandi (en persan : خسرو هرندی ; né le 11 septembre 1950 à Téhéran, en Iran ; décédé le 7 janvier 2019 à Téhéran) est un joueur d'échecs iranien.

## Parcours avec la sélection nationale
Khosro Harandi est membre de l'équipe nationale iranienne lors de cinq Olympiades d'échecs :
- En 1970, au quatrième échiquier lors de la 19e Olympiade d'échecs à Siegen, en République fédérale d’Allemagne (6 victoires (+), 3 défaites (-), 10 matchs nuls (=))[2];
- En 1972, au premier échiquier lors de la 20e Olympiade d'échecs à Skopje[2], en Macédoine (+8 –3 = 11);
- En 1974, au premier échiquier lors de la 21e Olympiade d'échecs à Nice (+10 –6 = 4)[2] ;
- En 1976, au deuxième échiquier lors de la 22e Olympiade d'échecs à Haïfa, en Israël (+5 –3 = 5)[2] ;
- En 1990, au premier échiquier lors de la 29e Olympiade d'échecs à Novi Sad, en Yougoslavie (+4 –3 = 6)[2].

Khosro Harandi représente l'Iran, jouant au premier échiquier du 19e championnat du monde d'échecs par équipes des étudiants qui a eu lieu à Graz, en Autriche, en 1972 (+6 –3 = 3).

## Palmarès individuel
Khosro Harandi est le premier maître international de l'histoire de sa fédération. Il est de plus trois fois champion d'échecs d'Iran.
Il remporte aussi deux tournois zonaux FIDE organisés à Téhéran (1975 et 1978), en vue de la qualification en championnat du monde d'échecs. Il est à égalité aux 18-20e place à Manille, aux Philippines (interzonal de 1976 remporté par Henrique Mecking). En 1977, il termine à égalité aux 1re-3e place aux interzonaux de Netanya, en Israël. En 1978, il partage les 4-5e place à Baguio, aux Philippines. En 1979 enfin, il termine 15e à l'interzonal de Rio de Janeiro, remporté par Lajos Portisch, Tigran Petrossian et Robert Hübner.

## Titres internationaux
Il reçoit le titre de maître international en 1975 et le titre de formateur senior FIDE en 2009.